# 회상구역
회상구역(會上區域)은 함흥시의 행정구역 중 하나이다.

## 상세
원래는 함주군 북대동면 회상리에 속하는 지역이었으나, 회상동으로 분리되었다. 1960년에 회상구역으로 승격되었다. 이화동과 치마동에서 청동기 시대 유물이 발굴되기도 하였다.

## 연혁
- 1960년 설치[1]

## 행정구역
- 리화동 (梨花洞)[2]
- 치마1동 (馳馬1洞)[3]
- 치마2동 (馳馬2洞)
- 치마3동 (馳馬3洞)
- 회상1동 (會上1洞)
- 회상2동 (會上2洞)
- 회상3동 (會上3洞)
- 회상4동 (會上4洞)
- 평수동 (坪水洞)
- 경흥동 (慶興洞)
- 덕산동 (德山洞)
- 송흥동 (松興洞)
- 세거리동
- 금실동 (金實洞)
- 금사리 (錦絲里)
- 령봉리 (蓮峰里)
- 풍흥리 (豊興里)
- 풍경리 (豊京里)
- 쌍봉리 (雙峰里)
- 동흥리 (東興里)
- 수동리 (水東里)
- 중호리 (中湖里)
- 대흥리 (大興里)
- 광덕리 (光德里)
- 성원리 (城元里)
- 하덕리 (下德里)
- 회양리 (會陽里)

## 같이 보기
- 함흥시
- 함경남도